# گرابوو (استان اوپوله)
گرابوو (به لهستانی:  Grabów) یک روستا در لهستان است که در گمینا ایزبیتسکو واقع شده‌است.